# Sibylle Baier
Sibylle Baier é uma atriz e cantora folk alemã.
Baier aparece no filme Alice nas Cidades (1973), de Wim Wenders e tem participação na trilha sonora de Umarmungen und andere Sachen (1975), de Sydne Rome e de Palermo Shooting (2008), de Wim Wenders.
As habilidades musicais de Sibylle Baier foram reconhecidas em 2006 com o lançamento do álbum Colour Green, uma copilação de quatorze músicas o álbum foi gravado originalmente de 1970 a 1973 após uma viagem pela Europa.  Cerca de trinta anos depois, seu filho Robby fez cópias desse material para presentar familiares. Entretanto, Robby também entregou uma cópia para J Mascis, da banda Dinosaur Jr., que apresentou a gravação para o selo Orange Twin responsável pelo lançamento em fevereiro de 2006. Logo, o álbum foi lançado para o mundo, conquistando um culto de fãs de folk que compararam o disco ao trabalho de gênios musicais como Leonard Cohen, Nick Drake e Joni Mitchell. Em 2015, um dos amigos de Mascis, Kim Gordon do Sonic Youth, elogiou Baier, dizendo ao The New York Times: “Eu realmente amo as melodias doces e melancólicas de Baier. Ela escreveu apenas um disco e é incrivelmente lindo”.

## Discografia
| Colour Green   |                                 |         |  |
| N.º            | Título                          | Duração |  |
| 1.             | "Tonight"                       | 2:27    |  |
| 2.             | "I Lost Something in the Hills" | 3:28    |  |
| 3.             | "The End"                       | 2:27    |  |
| 4.             | "Softly"                        | 2:54    |  |
| 5.             | "Remember the Day"              | 1:43    |  |
| 6.             | "Forget About"                  | 2:31    |  |
| 7.             | "William"                       | 2:20    |  |
| 8.             | "Says Elliott"                  | 2:25    |  |
| 9.             | "Colour Green"                  | 2:25    |  |
| 10.            | "Driving"                       | 2:30    |  |
| 11.            | "Girl"                          | 1:43    |  |
| 12.            | "Wim"                           | 2:01    |  |
| 13.            | "Forgett"                       | 2:10    |  |
| 14.            | "Give Me a Smile"               | 1:54    |  |
| Duração total: | Duração total:                  | 33:00   |  |